# Харджосусанто, Юстинус
Юстинус Харджосусанто (индон. Yustinus Harjosusanto, 5 сентября 1953 года, Магеланг, Индонезия) — католический прелат, первый епископ Танджунгселора с 9 января 2002 года по 16 февраля 2015 года, второй архиепископ Самаринды с 16 февраля 2015 года, член монашеской конгрегации «Миссионеры Святого Семейства».

## Биография
Окончил начальную семинарию в Магеланге, затем изучал богословие и философию в Высшей духовной семинарии в Джокьякарте. С 1974 по 1981 года обучался на факультете литературоведения Университета Саната-Дхарма. 6 января 1982 года рукоположён в священники для служения в монашеской конгрегации «Миссионеры Святого Семейства». В течение последующего года служил викарием в Пурвасари. Затем занимал различные должности в конгрегации, был секретарём архиепископа Семаранга Юлия Рияди Дармаатмаджа. С 1983 по 1995 года находился в США, где проходил учебный курсы в монашеской конгрегации. С 1995 года — руководитель провинциального отделения конгрегации на острове Ява, с 2001 года — ответственный за духовное руководство послушников..
9 января 2002 года Римский папа Иоанн Павел II издал буллу «Ad aptius consulendum», которой учредил новую епархию Танджунгселора и назначил его первым ординарием этой епархии. 14 апреля 2002 года состоялось его рукоположение в епископы, которое совершил архиепископ Джакарты Юлий Рияди Дармаатмаджа в сослужении с епископом Самаринды Флорентином Сулуй Хаджангом Хау и архиепископом Понтианака Иеронимом Геркуланусом Бумбуном
16 февраля 2015 года Римский папа Франциск назначил его архиепископом Самаринды.